# 미타역
미타역(일본어: 三田駅, みたえき)은 일본 도쿄도 미나토구에 있는 도쿄도 교통국의 역이다.

## 개요
본격 도쿄 판 삼전 역 아사쿠사 선과 미타 선의 환승역으로, 각 노선의 역 번호는, 아사쿠사 선이 A 08, 미타 선이 I 04이다.
또한, 동일본 여객철도(JR 동일본)의 야마노테 선과 게이힌 도호쿠 선 다마치역과는 환승역이며, 당역의 A4 출입구와 다마치 역의 미타구치와 인접한 형태로 되어 있다. 그러나, 미타 역과 다마치 역 모두 안내 방송에서는 양사 간의 환승 안내가 나오지 않고 연결 운수는 정기권에 한정되어 있다.

## 역사
- 1968년 6월 21일: 1호선 (현재 아사쿠사 선) 역이 영업 개시.
- 1973년 11월 27일: 6호선 (현재 미타 선) 역이 영업 개시, 환승역이 됨
- 1978년 7월 1일: 6호선을 미타 선으로 노선명 변경.
- 2000년 9월 26일: 미타 선이 메구로 역까지 연장됨에 따라 중간역이 됨.

## 역 구조
아사쿠사 선은 제1게이힌(국도 제15호선), 미타 선은 히비야도리 각각 직하부에 있는 연결 통로에서 서로 연결된다. 두 역은 가까이에 있지만 연결 통로의 높낮이에 차이가 존재하면서 환승 시간은 약 3분 정도 걸린다. 또한, 연결 통로에는 두 노선의 발차표가 설치되어 있다. A9 출입구 부근에 정기권 발매소가 있다.
아사쿠사 선은 섬식 승강장 1면 2선의 지하역에서 지하 2층에 있다.
미타 선은 단선 승강장 1면 1선이 2개 있는 지하역에서 메구로 방향이 지하 2층, 니시타카시마다이라 방향이 지하 3층에 위치하고 2층식 플랫폼의 구조이다. 이런 구조가 되는 것은 직상부의 도쿄 도 보유지(과거의 도시 전차 미타 전철 영업소 부지도 포함)에 공간을 거뒀다는 까닭으로 건설 당시에는 도쿄 급행 전철 이케가미 선과 상호 직통 운전을 하려는 구상이 있어서, 아사쿠사 선과 병행하여 센가쿠지 방면으로 연장되었기 때문이다. 그러나 이 구상은 소멸되었고 결국에는 시로카네타카나와에서 도쿄 메트로 난보쿠 선과 구간을 공유하여 메구로까지 연장되고 도쿄 급행 전철 메구로 선과 상호 직통 운전을 하는 형태가 되었다. 또한, 미타 선이 메구로까지 연장되기 전에는 2층식 플랫폼이 동시에 니시타카시마다이라 방면이었으며, 분기기도 시바코엔 역 앞에 설치되어 있어서 메구로까지 개통되기 전에는 안내 게시판 등에서 다음 열차 출발 플랫폼을 확인할 필요가 있었다.
철로 쪽 벽에는 역명판의 조명 간판이 설치되지 않았다.
에스컬레이터는 미타 선 개찰구에서 승강장 사이와 아사쿠사 선과 미타 선의 연결 통로 내부의 엘리베이터는 아사쿠사 선의 센가쿠지 방향에 개찰구에서 승강장 사이로 미타 선의 시바코엔 방향의 개찰구에서 승강장 사이에 설치되어 있다. 이 밖으로, A3 출입구와 직결되는 곳에는 에스컬레이터와 엘리베이터, A8 출입구에는 에스컬레이터, 미타 선 시바코엔 방향의 개찰구 반대편에는 엘리베이터 전용 출입구가 설치되어 있다.
화장실은 아사쿠사 선 센가쿠지 방향의 개찰구 반대쪽과 미타 선 승강장에 설치되어 있다.
미타 선 승강장에는 난간형 스크린도어가 설치되어 있다.

### 타는 곳
| 1 | 도영 지하철 아사쿠사 선 | 센가쿠지·니시마고메· 하네다 공항·미사키구치 방면   |
| 2 | 도영 지하철 아사쿠사 선 | 니혼바시·오시아게· 나리타 공항·인바니혼이다이 방면 |
| 3 | 도영 지하철 미타 선     | 메구로·히요시 방면 (지하 2층)                      |
| 4 | 도영 지하철 미타 선     | 오테마치·스가모·니시타카시마다이라 방면 (지하 3층) |

## 역 주변
역전은 교통량이 많은 제1게이힌(국도 제15호선)이 지나는 미쓰비시 자동차 공업과 일본 전기 모리나가 제과를 비롯한 몇몇대 기업의 본사가 있고 고층 및 초고층 빌딩들이 많다. 또한, 게이오기주쿠 대학이나 도이타 여자 단기 대학을 비롯하여 학교 등 교육 시설도 많아 대학가의 양상도 나타나고 음식점 등 상업 시설도 밀집되어 있다. 미나토 구의 다른 지역과 마찬가지로 인근에 보츠와나와 헝가리, 이탈리아 등 다수의 대사관도 입지하고 있다.
인접한 다마치 역의 시바우라구치 쪽은 매립지로 창고와 사무실이 많이 입지한 것과 대조적으로 지형적으로는 평지 바깥의 언덕도 많고 기복이 심하여 다소 떨어진 구릉지에는 고급 주택과 아파트가 입지하고 역 주변에도 고층 고급 아파트가 건설되고 있다.
- 동일본 여객철도(JR 동일본)의 야마노테 선과 게이힌 도호쿠 선 다마치역 - 환승역
- 게이오기주쿠 대학교 미타 캠퍼스
- 경시청 미타 경찰서
- 시바 세무서
- 미타 근로 기준 감독서
- 산업 안전 회관
- 안전 위생 종합 회관
- 미나토 근로 복지 회관
- 장애자 복지 회관
- 미나토 구립 복지 회관
- 미나토 구립 미타 도서관
- 헬로우 워크 시나가와 (2016년 7월에 다이몬에서 이전)
- 보츠와나 대사관
- 쿠웨이트 대사관
- 헝가리 대사관
- 이탈리아 대사관
- 파푸아뉴기니 대사관
- 모잠비크 대사관
- 게이오기주쿠 대학·대학원 미타 캠퍼스
- 도쿄 공업대학 캠퍼스 이노베이션 센터
- 시바우라 공업대학
- 세이토쿠 대학 9호관
- 도이타 여자 단기 대학
- 게이오기주쿠 여자 고등학교
- 도쿄 공업대학 부속 과학기술 고등학교
- 세이소쿠 고등학교
- 도쿄 여자가쿠엔 중학교·고등 학교
- 도쿄 도립 미타 고등학교
- 미나토 구립 미타 중학교
- 미나토 구립 시바 초등학교
- 미나토 구립 시바우라 초등학교
- 도쿄 국제 학교
- 요미우리 이공 의료 복지 전문 학교
- 미타 유치원
- 미나토 유치원
- 미나토 향토 자료관
- 미나토 시바욘 우편국
- 미나토 시바우라 우체국
- 모리나가 제과 본사
- 모리나가 유업 본사
- 미쓰비시자동차공업 본사
- 닛폰 전기 본사
- 재팬 타임스 본사
- 도요타 테크노 크래프트 본사
- TBWA Worldwide본사
- 아스 제약 본사
- 반다이남코홀딩스 본사
- 반다이 남코 엔터테인먼트 본사
- 미나토 구 스포츠 센터
- 미타 스테이션 빌딩
- 모리나가 플라자
- 미타 NN홀
- 디 이토야마 타워
- 시바우라 아일랜드

## 사진

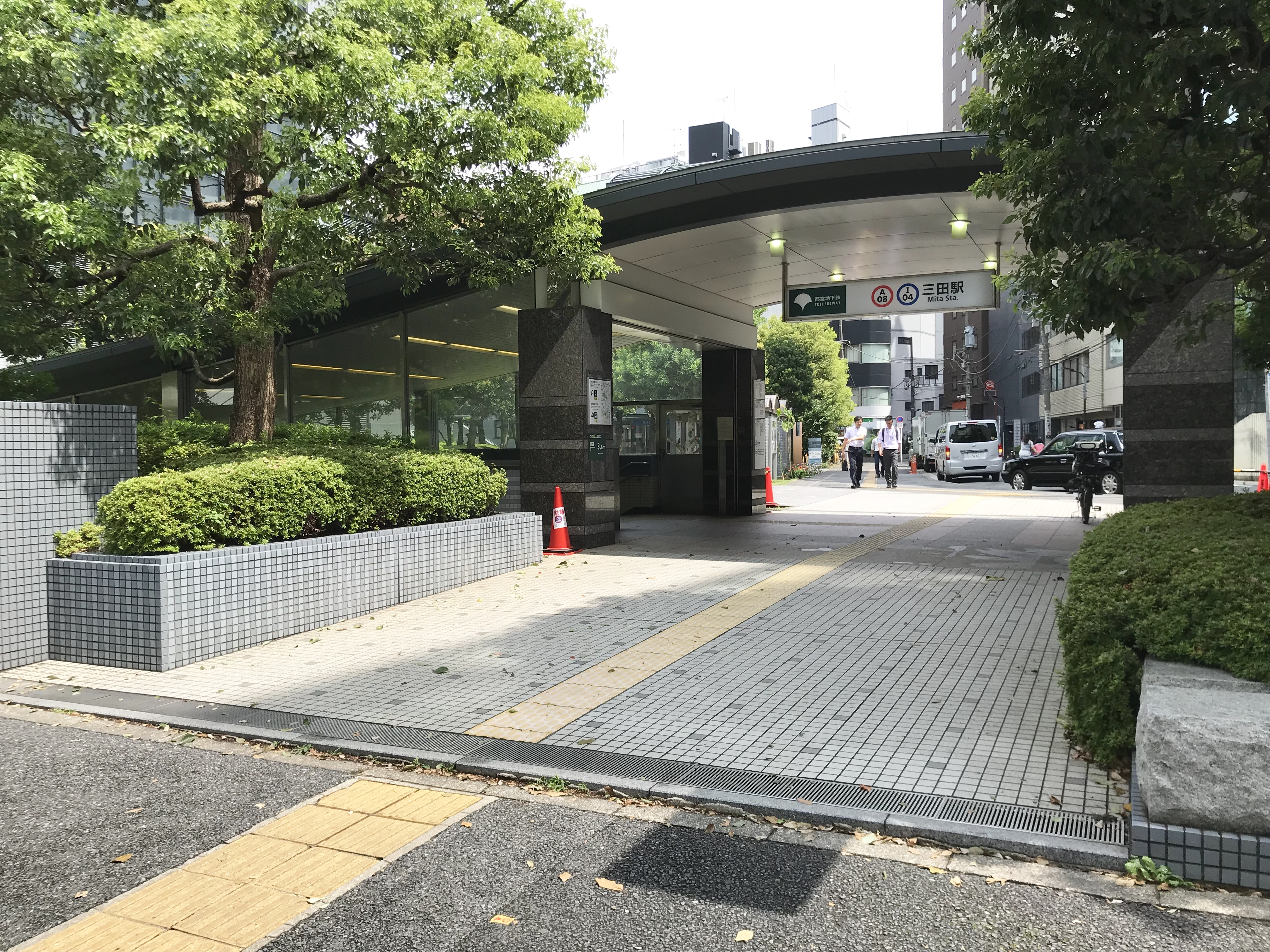
A9 출입구(2019년 8월)
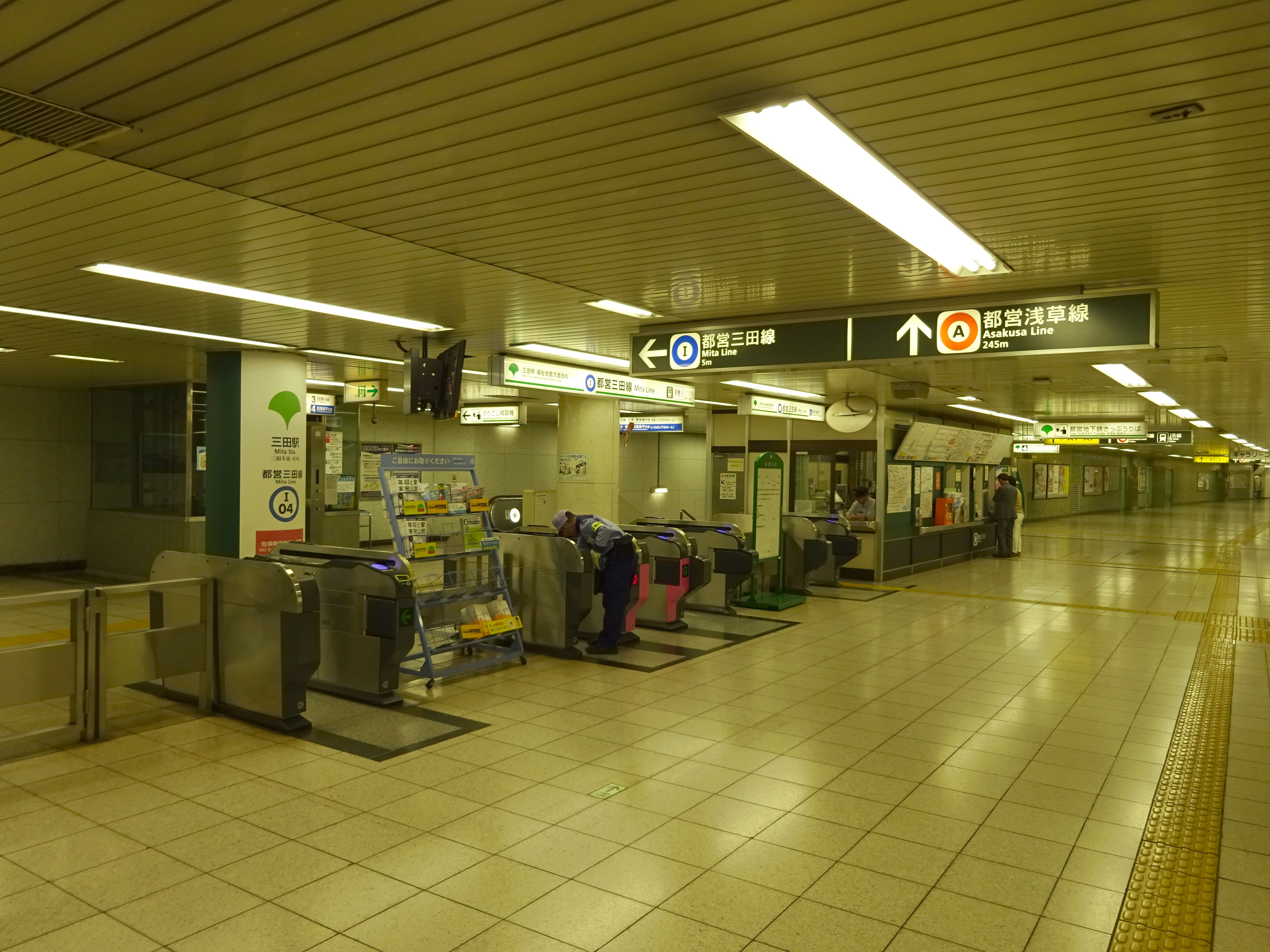
미타 선 복지 회관 방면 개찰구
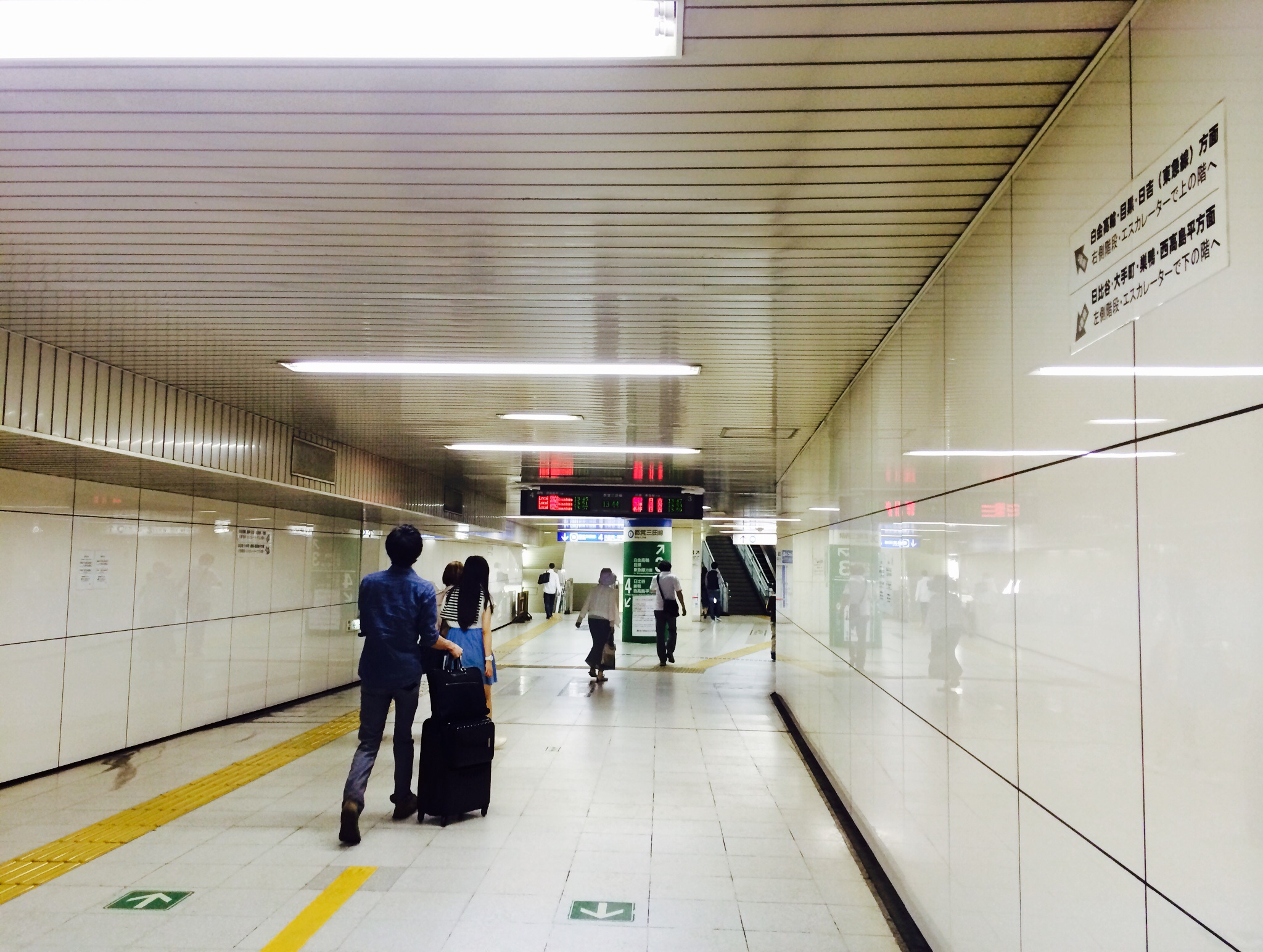
환승 통로
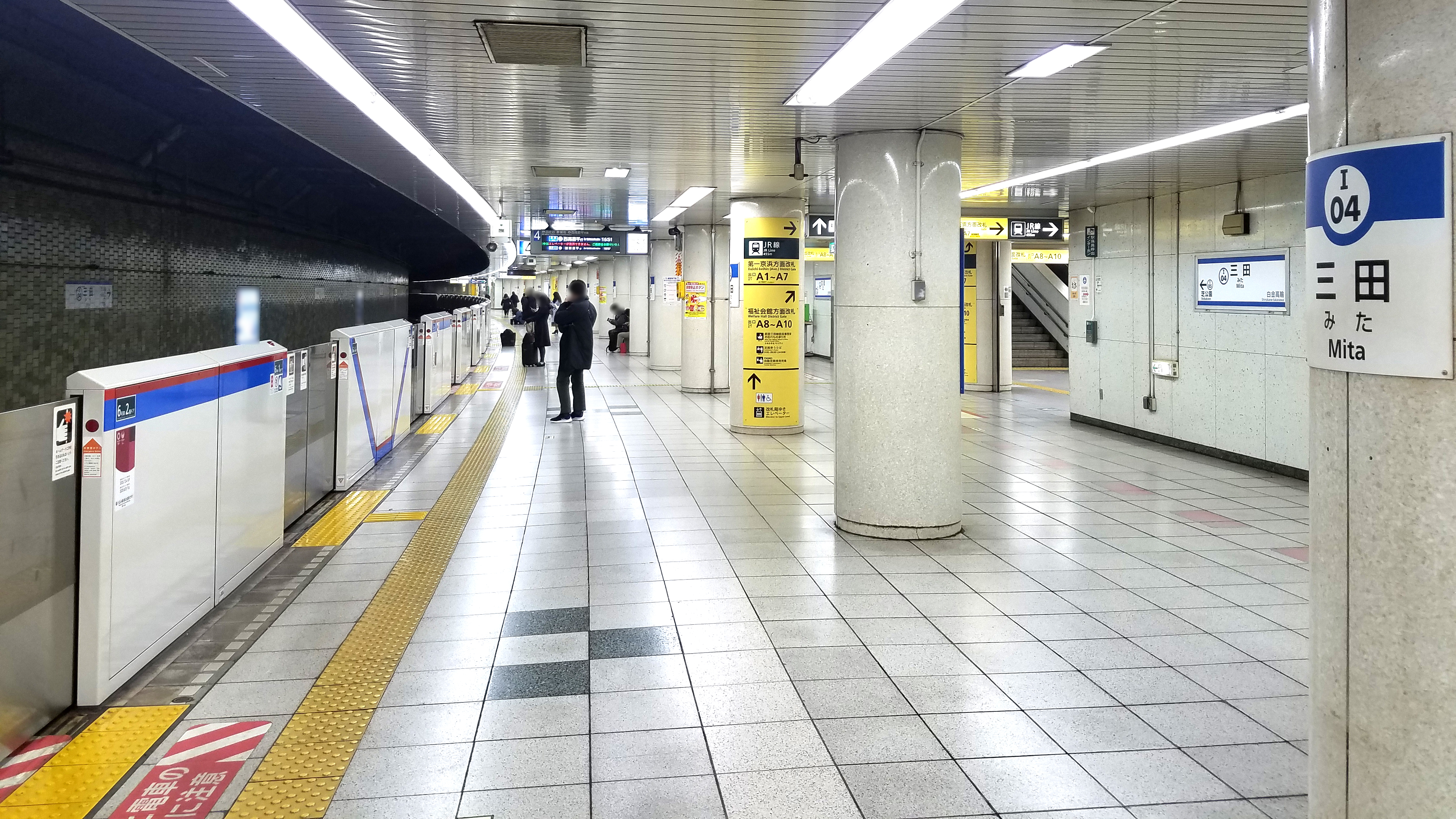
미타 선 4번 승강장 모습(2019년 12월)

## 인접역
| 도쿄 도 교통국 아사쿠사 선        | 도쿄 도 교통국 아사쿠사 선 | 도쿄 도 교통국 아사쿠사 선            |
| --------------------------------- | -------------------------- | ------------------------------------- |
| A 07 센가쿠지 니시마고메 방면     | 아사쿠사 선                | 다이몬 A 09 오시아게 방면             |
| 도쿄 도 교통국 미타 선            |                            |                                       |
| I 03 시로카네타카나와 메구로 방면 | 미타 선                    | 시바코엔 I 05 니시타카시마다이라 방면 |